# Spektroskopia rezonansu magnetycznego in vivo

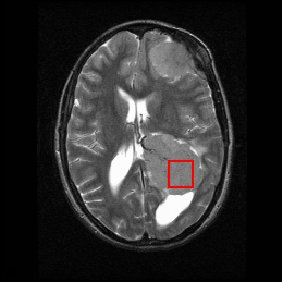
Obraz RM mózgu z zaznaczoną zmianą nowotworową

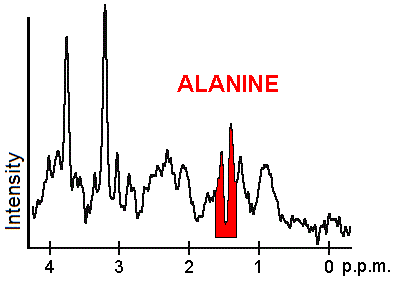
Widmo rezonansu magnetycznego in vivo obszaru zaznaczonego wyżej na obrazie RM. Kolorem czerwonym wyróżniono sygnał alaniny

Spektroskopia rezonansu magnetycznego in vivo, w skrócie: in vivo MRS (od ang. in vivo magnetic resonance spectroscopy), in vivo MRI (od ang. in vivo magnetic resonance imaging), in vivo NMR (od ang. in vivo nuclear magnetic resonance) – wyspecjalizowana technika związana z obrazowaniem metodą rezonansu magnetycznego (RM), stosowana głównie do badania guzów mózgu. 
Umożliwia ona uzyskanie informacji o składzie biochemicznym w wybranych miejscach organizmu w sposób nieinwazyjny (bez konieczności wykonywania biopsji), podczas gdy RM dostarcza jedynie danych o budowie (strukturze) badanego narządu – na przykład gdy RM pokazuje, gdzie w ciele pacjenta jest zlokalizowany guz, spektroskopia rezonansu magnetycznego in vivo pozwala na określenie, jaki jest jego stopień złośliwości histologicznej.
Aparat do tego rodzaju spektroskopii może być dostrojony do odbierania sygnałów rezonansowych określonych jąder atomów, przykładowo 1H, 31P, 23Na i 19F. Na uzyskanym widmie rezonansu magnetycznego można zidentyfikować sygnały wybranych związków chemicznych – do najczęściej analizowanych należą: cholina, kreatyna, inozytol, glukoza, N-acetyloasparaginian, alanina i kwas mlekowy.